# Associação Desportiva Penamacorense
A Associação Desportiva Penamacorense também conhecida pelo acrónimo ADEP, é um clube com sede na vila portuguesa de Penamacor, distrito de Castelo Branco. O clube foi fundado em 1978 e esteve durante vários anos ligado ao futebol, tanto na parte da formação como no escalão sénior, onde conquistou alguns títulos.
Atualmente dedica-se ás camadas jovens de futebol e futsal e tem também uma equipa sénior de futsal a competir nas provas distritais.

## Futebol

### Histórico
|                            | Nº Presenças |
| -------------------------- | ------------ |
| Temporadas na 1ª Liga      | 0            |
| Temporadas na 2ª Liga      | 0            |
| Temporadas na IIª Divisão  | 0            |
| Temporadas na IIIª Divisão | 4            |
| Taça de Portugal           | 4            |

## Classificações
Registo das últimas épocas da equipa sénior em competições oficiais:
| Época | I | II | III | IV | V  | VI | TP       |
| 2010 - 2011 |   |    |     |    | 1  |    | -        |
| 2009 - 2010 |   |    |     | 10 |    |    | 1ª Elim. |
| 2008 - 2009 |   |    |     | 10 |    |    | 2ª Elin. |
| 2007 - 2008 |   |    |     | 9  |    |    | 2ª Elim. |
| 2006 - 2007 |   |    |     | 11 |    |    | 2ª Elim. |
| 2005 - 2006 |   |    |     |    | 1  |    | -        |
| 2004 - 2005 |   |    |     |    | 2  |    | -        |
| 2003 - 2004 |   |    |     |    | 4  |    | -        |
| 2002 - 2003 |   |    |     |    | 4  |    | -        |
| 2001 - 2002 |   |    |     |    | 11 |    | -        |
| 2000 - 2001 |   |    |     |    | 3  |    | -        |
| 1999 - 2000 |   |    |     |    | 4  |    | -        |
| 1998 - 1999 |   |    |     |    |    | 2  | -        |
| 1997 - 1998 |   |    |     |    |    | 7  | -        |
| I - 1.ª Divisão; II - 2.ª Divisão; III - 2.ª Divisão B ; IV - 3.ª Divisão Nacional; V - Distrital; VI - 2ª Distrital; - Taça de Portugal |   |    |     |    |    |    |          |

|  |                                    |
|  | Qualificação à divisão superior    |
|  | Desqualificação à divisão inferior |

## Palmarés
- Campeonato Distrital de Futebol: 2 (2005/06 e 2010/11);
- Campeonato Distrital de Futsal: 1 (2023/24)[5]